# Lanjar
Lanjar (en arménien Լանջառ ) est une communauté rurale du marz d'Ararat en Arménie. En 2008, elle compte 237 habitants.